# ماتيوس ليما ماغالهايز
ماتيوس ليما ماغالهايز (بالبرتغالية: Matheus Lima Magalhães‏) هو لاعب كرة قدم برازيلي في مركز حراسة المرمى، ولد في 19 يوليو 1992 في بيلو هوريزونتي في البرازيل. لعب مع سبورتينغ براغا.

## وصلات خارجية
- ماتيوس ليما ماغالهايز على موقع الاتحاد الأوربي (الإنجليزية)
- ماتيوس ليما ماغالهايز على موقع قاعدة بيانات كرة القدم.إي يو (الإنجليزية)
- ماتيوس ليما ماغالهايز على موقع Soccerway.com (الإنجليزية)
- ماتيوس ليما ماغالهايز على موقع AS.com (الإسبانية)